# Zemětřesení v Černé Hoře (1979)

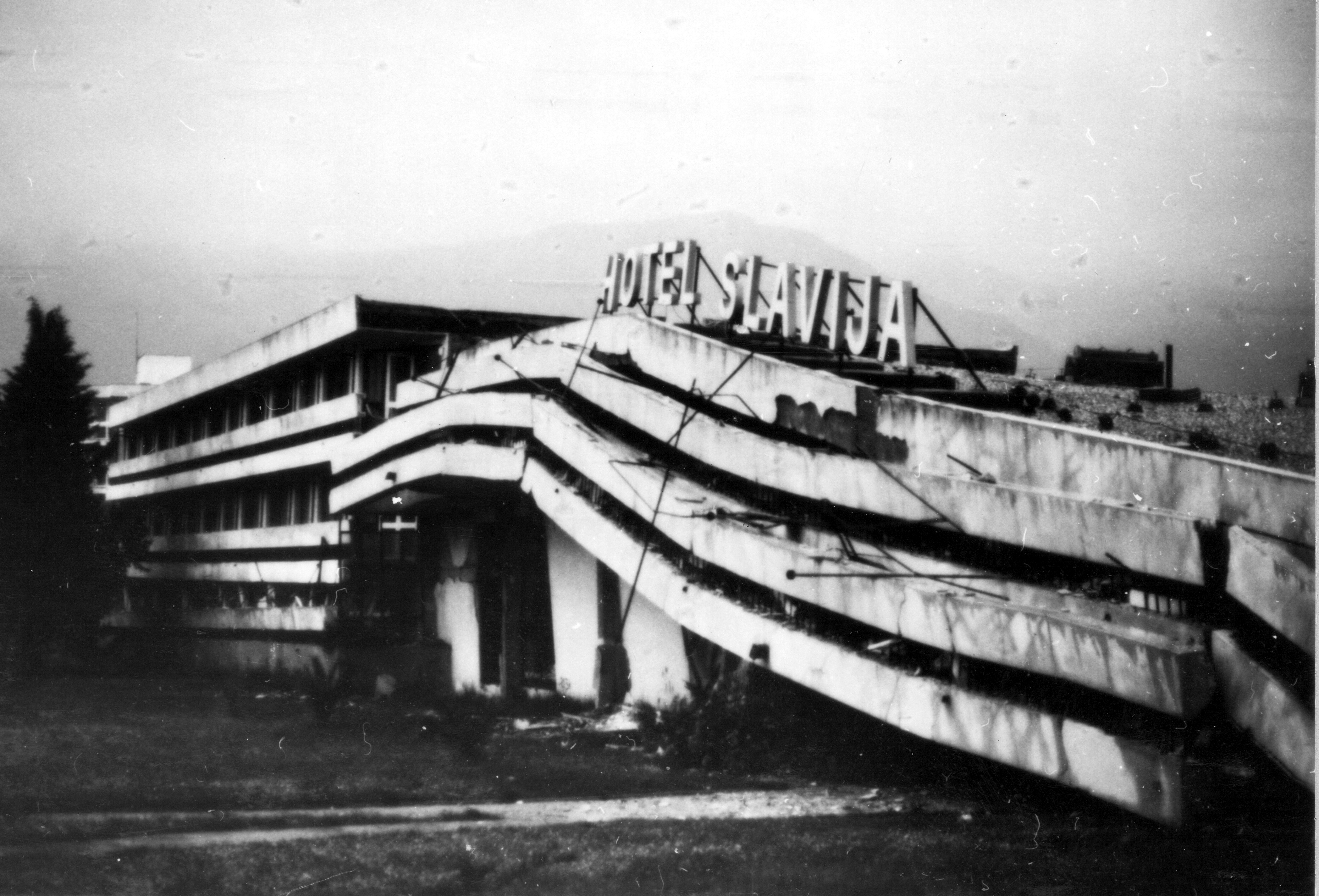
Zničený hotel Slavija ve městě Budva

K zemětřesení došlo v Černé Hoře dne 15. dubna 1979 mezi 7:19 a 7:30 hodin ráno. Mělo sílu 7 stupňů Richterovy stupnice a jeho epicentrum se nacházelo 15 km jihozápadně od měst Bar a Ulcinj. Zdrojem zemětřesení byl podmořský zlom, který se táhne od ústí Boky Kotorské až po ústí řeky Bojany do Jaderského moře.
Zemětřesení provázelo několik otřesů, z nichž nejsilnější trval 10 sekund. Nejsilnější otřesy byly zaznamenány na černohorském (tehdy jugoslávském a albánském pobřeží Jaderského moře. V Dubrovníku došlo k výpadkům elektrické energie, v Bělehradu a Záhřebu byly cítit téměř neznatelné otřesy.
Otřesy si vyžádaly 101 mrtvých na území tehdejší Jugoslávie a 35 mrtvých na severu Albánie. Jugoslávská média zpočátku informovala o dvou stech mrtvých. Během zemětřesení pobýval ve své vile Galeb v Igalu také Josip Broz Tito.
Do konce roku 1979 bylo zaznamenáno ještě 90 následných otřesů.

## Následky
Zemětřesení poničilo staré památky na černohorském pobřeží. Těžce bylo poničeno historické město Budva, kde z celkem čtyř set historických domů zůstalo otřesy nenarušených pouze 8. Těžce byl také poškozen Klášter Praskavica, který se nachází mezi obcemi Miločer a Sveti Stefan. Poničeny byly fresky v klášteře a kostel se zcela rozpadl. Ve městě Herceg Novi u Boky kotorské se uvolnila část historických hradeb a zřítila se do moře. Téměř celé staré město v Ulcinji bylo srovnáno se zemí, včetně historické věže Balšić kula, v okolí Skadarského jezera byly škody obecně značné. Z okolo 450 vesnic a vesniček v okolí jižní části pobřeží nezůstalo vůbec nic. Poškozeno bylo na 52 tisíc domů a 2500 chat.
Menší škody způsobily otřesy v Cetinji, Danilovgradu, Nikšići a Podgorici (Titogradu). Podle zprávy UNESCO, která byla vydána pět let po zemětřesení, bylo poničeno celkem 1486 staveb (především obytných budov). Poničeno bylo přes tisíc kulturních památek, uměleckých sbírek a děl. Poškozen byl např. klášter Gradište u Petrovce, kde se propadla střecha. Rozsáhlé škody si zemětřesení vyžádalo také v albánském městě Skadar, které se nachází velmi blízko hranice s Černou Horou. Nebyla však výrazněji zasažena města Podgorica a Nikšić a ani tamní průmyslové podniky.
Po zemětřesení zůstalo přes sto tisíc lidí bez střechy nad hlavou. Ve městech Bar a Risan byly těžce poničeny nemocnice a pro potřeby ošetření zraněných bylo nezbytné vybudovat improvizované špitály v podobě stanových měst. V 80. letech musela socialistická Jugoslávie, která procházela období rozsáhlého hospodářského útlumu, věnovat nemalé sumy peněz na obnovu černohorského pobřeží. Celkové škody byly vyčísleny nejprve na 10,5 miliardy dinárů, později byly odhady navyšovány až na 57 miliard dinárů. Takovou sumu země sama nedokázala vydat, a proto požádala o pomoc zahraničí; prostředky pro obnovu řady kulturních památek poskytlo především UNESCO. Svazová vláda následně zavedla speciální fond, kam každý občan SFRJ odváděl 1 % ze svého příjmu. Vybrané peníze byly vydávány na obnovu poničených černohorských památek. Tento fond fungoval až do roku 1989.